# Alpecin–Deceuninck
Alpecin–Deceuninck (codul UCI: ADC) este o echipă de ciclism de șosea din Belgia. Echipa concurează atât în competiții de șosea, cât și în cele de ciclocros. Liderii echipei au fost în trecut campionul mondial de ciclocros Niels Albert, Philipp Walsleben și Radomír Šimůnek. Actualul lider al echipei este campionul mondial de ciclocros și multiplul câștigător de etape importante, Mathieu van der Poel.